# Rozwód w Sedesie
Rozwód w Sedesie – pierwszy album studyjny nagrany przez wrocławski zespół Para Wino, wydany w 1994 roku. Większość znajdujących się na nim utworów została w latach 1992–1994 skomponowana przez basistę dla wrocławskiej grupy Sedes (w którym wówczas jeszcze grał), poza utworem Kwiat jednej nocy z repertuaru zespołu Alibabki. Pomiędzy utworami są też „wyznania” na temat zespołu Sedesu, które opowiada basista i wokalista zespołu, Para Wino. Nagrań dokonano w Studiu DIGITAL we Wrocławiu, w roku 1993.

## Lista utworów[2]
1. „Kurwa Twa” – 1:44
2. „Polskie Zoo” – 2:52
3. „Lot Nad Amsterdamem” -2:24
4. „Ja Tylko Piję” – 2:46
5. „Kwiat Jednej Nocy” – 0:57
6. „M.J.M.” – 2:05
7. „Pomnik Królewny” – 4:50
8. „Głupi I Łysy” – 3:01
9. „Anarchiści” – 2:00
10. „Będzie Was Mniej” – 3:18
11. „W Dupie!” – 2:35
12. „I Do Ucha I Do Tańca” – 1:40
13. „Pijany I Prawdziwy (Kurwa Jego Mać)” – 1:55
14. „Maniana (Wersja Inna)” – 3:20

## Skład
- Para Wino – śpiew, gitara basowa,
- Emeryt – perkusja (utwory 1, 2, 6 I13)
- Jakub "Paprykarz" Rutkowski – perkusja (utwory od 2 do 8, 10, 12 i 14)
- Cezary Kamienkow – gitara (utwory od 2 do 8, 10, 12 i 14),
- Wojciech Maciejewski – gitara, gitara prowadząca (1, 4, 7, 9 i 11)
- Jan Siepiela - muzyka (tylko utwór 7)
- Jonasz Kofta i Juliusz Loranc – teksty (tylko utwór 5)
- Para Wino – teksty (utwory od 1 do 4, 6, od 7 do 14)